# Typhonia acmastis
Typhonia acmastis is een vlinder uit de familie zakjesdragers (Psychidae). De wetenschappelijke naam van deze soort is, als Melasina acmastis, voor het eerst geldig gepubliceerd in 1917 door Edward Meyrick.

## Type
- type: niet gespecificeerd
- instituut: BMNH, Londen, Engeland.
- typelocatie: "French Congo (Central African Republic), Fort Crampel"